# 亀井矩賢
亀井 矩賢（かめい のりかた）は、石見津和野藩の第8代藩主。津和野藩亀井家9代。

## 生涯
明和3年（1766年）6月、第7代藩主亀井矩貞の長男として津和野で生まれる（生年は宝暦11年（1761年）とも）。父の養子となっていた茲休が早世したため世嗣となり、天明3年（1783年）4月18日、父の隠居により家督を継いだ。天明4年（1784年）12月、従五位下・隠岐守に叙位・任官する。
しかし天明の大飢饉、さらに幕府の公役などにより財政難はさらに進んだ。このため財政整理や目安箱設置など改革を行なったが、父と同じく学問肌の藩主であり、天明6年（1786年）に藩校・養老館を設置するなどして文学の発展に尽力したため、結局のところ財政再建はならなかった。ただし寛政12年（1800年）には藩士から庶民にまで範囲を広げ、医学を志す者には学資を貸与するという、現在でいう留学制度を設けるなど、優れた政策があった。
文政2年（1819年）5月16日、弟で養子の茲尚に家督を譲って隠居する。文政4年（1821年）2月24日に江戸で死去した。享年56。